# Tu quoque
L'argomento tu quoque è una fallacia logica, in cui si giustificano le proprie azioni menzionando azioni analoghe compiute da altri: si cerca cioè di screditare la posizione di un avversario asserendo la sua incoerenza nel mantenere detta posizione. Si tratta di una variante dell'argumentum ad hominem, dove viene criticata l'integrità della persona e non le sue ragioni.
Il termine deriva dall'espressione latina "tu quoque" che significa "anche tu".
Un esempio di affermazione con risposta contenente la fallacia:
"È sbagliato fare del male agli altri."
"Ma anche tu quando sgridi tuo figlio gli fai del male!"
Che è fallace perché il fatto che anche l'interlocutore compia o abbia compiuto il male in realtà è irrilevante nei confronti dell'affermazione che questo è sbagliato. L'argomentazione è erronea poiché l'analogia non è una forma di ragionamento garantita dalle leggi del sillogismo.

## Aspetti giuridici
Questa formula ha anche un risvolto giuridico: nel common law, stabilisce che una persona non può rivolgersi alla Corte di Equità senza essere innocente. Se esiste un nesso tra un illecito compiuto da questa persona e i diritti che ella intende rivendicare, la corte può negare la sua richiesta. Ad esempio, se il proprietario di una casa infrange una regola riguardo alla proprietà e poi dà il preavviso di sfratto all'inquilino a causa del mancato rispetto di una regola, la legge può consentire all'inquilino di restare perché anche il proprietario ha infranto una parte dell'accordo.
La formula del tu quoque è nota per non essere stata applicata durante il processo di Norimberga e dal Tribunale penale internazionale per l'ex-Jugoslavia.